# Чарльз Мур (легкоатлет)
Чарльз Г'юз Мур молодший (англ. Charles Hewes Moore Jr.; нар. 12 серпня 1929 — пом. 8 жовтня 2020) — американський легкоатлет, який спеціалізувався в бігу з бар'єрами.

## Із життєпису
Олімпійський чемпіон-1952 з бігу на 400 метрів з бар'єрами. На Олімпіаді-1952 здобув також «срібло» в естафеті 4×400 метрів.
Одним із першим почав пробігати відстань між бар'єрами на 400-метровій дистанції у 13 (а не 15, як було прийнято в його часи) кроків. 
Неодноразовий чемпіон США.
Ексрекордсмен світу з бігу на 440 ярдів з бар'єрами (1952).
Випускник Корнелльського університета.
Завершив спортивну кар'єру після Ігор-1952, після чого більше 40 років займався бізнесом.
Помер, маючи 91 рік.

## Основні міжнародні виступи
| Рік  | Змагання         | Місто     | Місце            | Дисципліна | Примітки |
| ---- | ---------------- | --------- | ---------------- | ---------- | -------- |
| 1952 | Олімпійські ігри | Гельсінкі | 1                | 400 м з/б  |          |
| 1952 | 2                | 4×400 м   | Відео на YouTube |            |          |

## Визнання
- Член Зали слави легкої атлетики США (1999)[3]